# Mitromorpha papalis
Mitromorpha papalis is een slakkensoort uit de familie van de Mitromorphidae. De wetenschappelijke naam van de soort is voor het eerst geldig gepubliceerd in 1875 door Weinkauff.